# Oldsmobile Special
La Special è un'autovettura mid-size prodotta dall'Oldsmobile dal 1910 al 1911. Dopo l'uscita di scena della 20, la Special fu la nuova vettura alla base dell'offerta della casa automobilistica statunitense.

## Storia
La Special era dotata di un motore a valvole laterali e quattro cilindri in linea da 5.506 cm³ di cilindrata che erogava 40 CV di potenza. Il propulsore era anteriore, mentre la trazione era posteriore. Il moto alle ruote posteriori era trasmesso tramite un albero di trasmissione. Il cambio era a quattro rapporti con leva posizionata a destra del guidatore. I freni erano meccanici a tamburo e agivano sulle ruote posteriori. La frizione era a cono di cuoio. Le ruote erano a raggi in legno.
La Special era disponibile con due tipi di carrozzeria, torpedo quattro porte e roadster due porte. La prima era denominata Serie 22, mentre la seconda Serie 25. Nel 1911 i cambiamenti alla vettura furono minimi. L'unico aggiornamento fu al motore, la cui potenza crebbe a 36 CV. Nell'occasione le due versioni cambiarono nome in Serie 26.
Nel 1910 gli esemplari prodotti furono 1.525, mentre l'anno successivo i volumi produttivi si attestarono a 1.000 unità.